# SK Liepājas Metalurgs

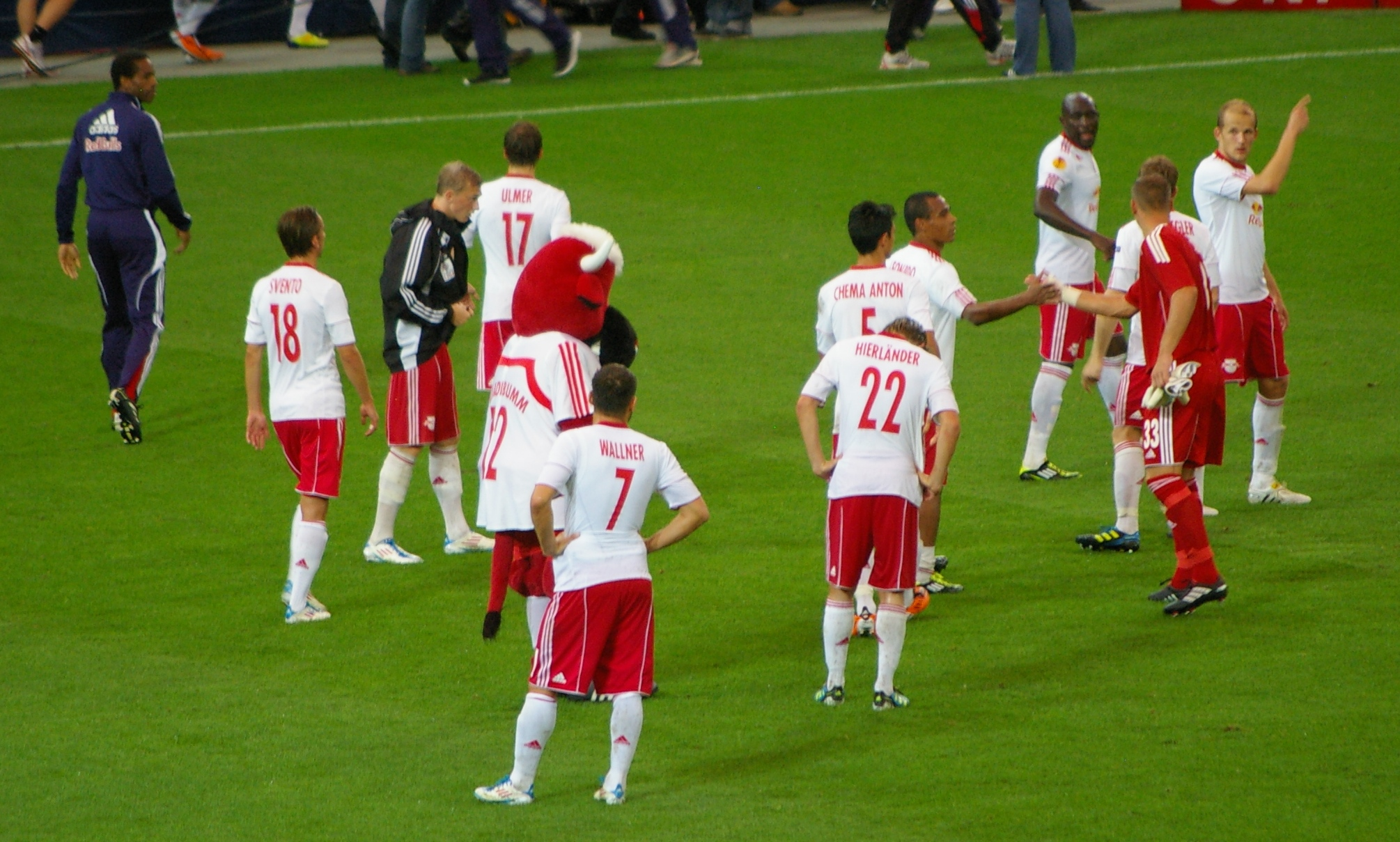
Team van 2011

SK Liepājas Metalurgs was een Letse voetbalclub uit Liepāja, een stad aan de westkust. 
In 2005 werd de club voor het eerst landskampioen en doorbrak daarmee de hegemonie van Skonto Riga dat in de periode 1991-2004 veertien keer op rij kampioen van Letland werd. In 2009 werd de tweede titel behaald.

## Geschiedenis
Voor de Tweede Wereldoorlog was Olimpija Liepāja een succesvolle club uit de stad en werd zeven keer kampioen. Nadat Letland zijn onafhankelijkheid verloor en onderdeel werd van de Sovjet-Unie verdween de club. Er kwam al snel een nieuwe club Daugava Liepāja. De Letste competitie bleef wel bestaan, maar was nu een lagere reeks in het Sovjet-voetbal. Na een vicetitel achter Dinamo Riga werd de club twee keer op rij kampioen en won ook telkens de beker. 
In 1949 fuseerde de club met Dinamo Liepāja, dat in 1948 de Letse beker had veroverd hoewel het niet in de hoogste Letse klasse speelde. Als Sarkanais Metalurgs Liepāja was de club uitermate succesvol en veroverde zeven keer het Letse kampioenschap, won vier keer de Letse beker en stond daarnaast nog vier keer in de finale. In 1955 trad de club samen met Daugava Riga aan in de Pervaja Liga 1955, de tweede klasse van de Sovjet-Unie, onder de naam Sarkanais Metalurgs Riga en werd veertiende op zestien clubs. In de Letse competitie trad de club nog met een B-elftal aan. Hierna werd de club opnieuw drie keer op rij kampioen in de Letse competitie. 
In 1960 werd de club toegelaten tot de nationale competities in de Sovjet-Unie, en in 1961 werd de naam gewijzigd in Zvejnieks Liepāja, in deze periode fungeerde de club als satellietclub voor Daugava Riga. De beste spelers vertrokken naar Daugava. De club speelde in de Vtoraja Liga, de derde klasse. 
Na de val van het communisme werd in 1990 de naam gewijzigd in Olimpija Liepāja, naar de historische vooroorlogse club. In 1994 werd de naam gewijzigd in FK Liepāja en de club degradeerde. Hierop ging de club een fusie aan met DAG Riga (sinds 1994 in de hoogste klasse spelend) en vormde zo DAG Liepāja. In 1996 volgde een naamswijziging naar (ook al een historische naam) Baltika Liepāja. Nadat in 1997 de Metallurgiefabriek in Liepāja sponsor werd van de club werd de naam weer gewijzigd, nu in FHK Liepājas Metalurgs, later werd het prefix FHK nog veranderd in SK.
Met de Metalurgfabriek als sponsor ging het voortvarend met de club. Vanaf 1998 eindigde de club elk seizoen in de top drie. Tot 2005 streden ze samen met FK Ventspils voor de tweede plaats achter het ongenaakbare Skonto Riga. In 2005 en 2009 werd de nationale titel behaald. In 2013 ging de fabriek failliet en na afloop van het seizoen was het ook afgelopen voor de club. In maart 2014 werd opvolger FK Liepāja opgericht.

## Erelijst
- Kampioen van Letland

Daugava Liepāja in 1946, 1947
Sarkanais Metalurgs Liepāja in 1949, 1951, 1953, 1954, 1956, 1957, 1958
FHK Liepājas Metalurgs in 2005, 2009
- Beker van Letland

Daugava Liepāja winnaar in 1946, 1947
Dinamo Liepāja winnaar in 1948
Sarkanais Metalurgs Liepāja winnaar in 1949, 1953, 1954, 1955; finalist in 1950, 1951, 1952, 1957
DAG finalist in 1994, 1995
FHK Liepājas Metalurgs winnaar in 2006; finalist in 1998, 2000, 2002, 2005, 2011, 2012, 2013

## In Europa
FK Liepāja speelt sinds 1995 in diverse Europese competities. Hieronder staan de competities en in welke seizoenen de club deelnam:
- Champions League (2x)

2006/07, 2010/11
- Europa League (3x)

2009/10, 2011/12, 2012/13
- Europacup II (2x)

1995/96, 1998/99
- UEFA Cup (8x)

1999/00, 2000/01, 2002/03, 2003/04, 2004/05, 2005/06, 2007/08, 2008/09
- Intertoto Cup (1x)

2001